# Tytherington (Gloucestershire)
Tytherington est une paroisse civile et un village du Gloucestershire, en Angleterre.